# Olympische Sommerspiele 1980/Teilnehmer (DDR)
| Gelbes Symbol für Goldmedaillen mit stilisierten Olympischen Ringen | Graues Symbol für Silbermedaillen mit stilisierten Olympischen Ringen | Braundes Symbol für Bronzemedaillen mit stilisierten Olympischen Ringen |
| ------------------------------------------------------------------- | --------------------------------------------------------------------- | ----------------------------------------------------------------------- |
| 47                                                                  | 37                                                                    | 42                                                                      |

Die DDR nahm an den Olympischen Sommerspielen 1980 in Moskau mit einer Delegation von 362 Athleten, davon 235 Männer und 127 Frauen, teil und war gemäß dem Medaillenspiegel die zweitbeste Nation. Erfolgreichster Sportler war die Schwimmerin Ines Diers mit fünf gewonnenen Medaillen.

## Teilnehmer nach Sportarten

### Boxen
Die Boxer konnten eine Gold- und fünf Bronzemedaillen erringen. Damit waren sie nach Kuba und der Sowjetunion die drittbeste Boxnation bei den Spielen.
- Dietmar Geilich (ASK Vorwärts Frankfurt/Oder)
Halbfliegengewicht (bis 48 kg) 5. Platz
- Mario Behrendt (TSC Berlin)
Bantamgewicht (bis 54 kg) 32. Platz
- Rudi Fink (ASK Vorwärts Frankfurt/Oder)
Federgewicht (bis 57 kg)
- Richard Nowakowski (SC Traktor Schwerin)
Leichtgewicht (bis 60 kg)
- Dietmar Schwarz (SC Traktor Schwerin)
Halbweltergewicht (bis 63,5 kg) 9. Platz
- Karl-Heinz Krüger (ASK Vorwärts Frankfurt/Oder)
Weltergewicht (bis 67 kg)
- Detlef Kästner (SC Dynamo Berlin)
Halbmittelgewicht (bis 71 kg)
- Manfred Trauten (TSC Berlin)
Mittelgewicht (bis 75 kg) 5. Platz
- Herbert Bauch (TSC Berlin)
Halbschwergewicht (bis 81 kg)
- Jürgen Fanghänel (SG Wismut Gera)
Schwergewicht (bis 91 kg)

### Fechten
Die DDR-Fechtmannschaft, welche aus fünf Damen und zehn Herren bestand, konnte keine Medaillen erringen. Die Florettmannschaft der Herren drang bis ins Halbfinale vor, wo sie jedoch dem späteren Olympiasieger Frankreich mit 3:9 unterlag.
| Herren - Hartmuth Behrens (SC Dynamo Berlin) Einzel, Florett 9. Platz Mannschaft, Florett 4. Platz - Klaus Kotzmann (ASK Vorwärts Potsdam) Einzel, Florett 9. Platz Mannschaft, Florett 4. Platz - Klaus Haertter (SC Einheit Dresden) Einzel, Florett 13. Platz Mannschaft, Florett 4. Platz - Siegmar Gutzeit (SC Einheit Dresden) Mannschaft, Florett 4. Platz - Adrian Germanus (SC Motor Jena) Mannschaft, Florett 4. Platz - Frank-Eberhard Höltje (SC Dynamo Berlin) Einzel, Säbel 18. Platz Mannschaft, Säbel 6. Platz - Peter Ulbrich (SC Dynamo Berlin) Einzel, Säbel 23. Platz Mannschaft, Säbel 6. Platz - Rüdiger Müller (ASK Vorwärts Potsdam) Einzel, Säbel 27. Platz Mannschaft, Säbel 6. Platz - Hendrik Jung (SC Leipzig) Mannschaft, Säbel 6. Platz - Gerd May (SC Dynamo Berlin) Mannschaft, Säbel 6. Platz | Damen - Mandy Niklaus (SC Einheit Dresden) Einzel, Florett 9. Platz Mannschaft, Florett 8. Platz - Gabriele Janke (SC Dynamo Berlin) Einzel, Florett 13. Platz Mannschaft, Florett 8. Platz - Sabine Hertrampf (ASK Vorwärts Potsdam) Einzel, Florett 23. Platz Mannschaft, Florett 8. Platz - Marion Schulze (ASK Vorwärts Potsdam) Mannschaft, Florett 8. Platz - Beate Schubert (SC Leipzig) Mannschaft, Florett 8. Platz |

### Fußball
- Männermannschaft
- Kader
0(1) Bodo Rudwaleit (BFC Dynamo)
0(2) Norbert Trieloff (BFC Dynamo)
0(3) Matthias Müller (SG Dynamo Dresden)
0(4) Artur Ullrich (BFC Dynamo)
0(5) Frank Baum (1. FC Lokomotive Leipzig)
0(6) Rüdiger Schnuphase (FC Carl Zeiss Jena)
0(7) Wolfgang Steinbach (1. FC Magdeburg)
0(8) Lothar Hause (FC Vorwärts Frankfurt/Oder
0(9) Matthias Liebers (1. FC Lokomotive Leipzig)
(10) Frank Terletzki  (BFC Dynamo)
(11) Wolf-Rüdiger Netz (BFC Dynamo)
(12) Dieter Kühn (1. FC Lokomotive Leipzig)
(13) Werner Peter (HFC Chemie)
(14) Frank Uhlig (FC Karl-Marx-Stadt)
(15) Jürgen Bähringer (FC Karl-Marx-Stadt)
(16) Bernd Jakubowski (SG Dynamo Dresden)
(17) Andreas Trautmann (SG Dynamo Dresden)

Trainer: Rudolf Krause

### Gewichtheben
Das neunköpfige Gewichtheber-Team brachte in sieben von zehn Gewichtsklassen zwei Silber- und eine Bronzemedaille mit nach Hause. Zu den Edelmetallgewinnern gehörte auch Frank Mantek, heutiger Bundestrainer im Gewichtheben.
- Andreas Letz (SC Karl-Marx-Stadt)
Bantamgewicht (bis 56 kg) 4. Platz
- Joachim Kunz (SC Karl-Marx-Stadt)
Leichtgewicht (bis 67,5 kg)
- Gunter Ambraß (SC Karl-Marx-Stadt)
Leichtgewicht (bis 67,5 kg) 5. Platz
- Günter Schliwka (ASK Vorwärts Frankfurt)
Mittelgewicht (bis 75 kg) ausgeschieden
- Detlef Blasche (ASK Vorwärts Frankfurt)
Leichtschwergewicht (bis 82,5 kg) 7. Platz
- Frank Mantek (SC Karl-Marx-Stadt)
Mittelschwergewicht (bis 90 kg)
- Michael Hennig (SC Einheit Dresden)
Schwergewicht (bis 100 kg) 4. Platz
- Manfred Funke (ASK Vorwärts Frankfurt)
Schwergewicht (bis 100 kg) 6. Platz
- Jürgen Heuser (BSG Motor Stralsund)
Superschwergewicht (über 110 kg)
- Gerd Bonk (SC Karl-Marx-Stadt)
kein Einsatz

### Handball
Beide Handballmannschaften brachten eine Medaille mit. Die Goldmedaille der Männer hatte dabei schon fast einen sensationellen Anstrich. Nachdem die Mannschaft sich mit teilweise knappen Ergebnissen nicht unbedingt erwartet als Gruppenerster fürs Finale qualifizieren konnte, erlebten die Zuschauer ein dramatisches Spiel. Die DDR-Mannschaft bot dem scheinbar klaren Favoriten UdSSR Paroli, zur Halbzeit stand es unentschieden 10:10. Auch nach der regulären Spielzeit stand es unentschieden, wobei das sowjetische Team erst 20 Sekunden vor Schluss ausglich. In der nachfolgenden Verlängerung entschied dann eine Glanzparade von Wieland Schmidt das Spiel und die DDR war Olympiasieger.
Bei den Frauen reichte es nach Silber 1976 in Montreal diesmal nur für Bronze, wobei sie nur durch das schlechtere Torverhältnis gegenüber Jugoslawien die Silbermedaille verpassten. Medaillengewinner waren unter anderem das Ehepaar Peter und Christina Rost, die Eltern von Frank Rost, sowie Waltraud Kretzschmar, die Mutter von Stefan Kretzschmar.
| Herren - Hans-Georg Beyer (ASK Vorwärts Frankfurt) - Lothar Doering (SC Leipzig) - Günter Dreibrodt (SC Magdeburg) - Ernst Gerlach (SC Magdeburg) - Klaus Gruner (ASK Vorwärts Frankfurt) - Rainer Höft (SC Dynamo Berlin) - Hans-Georg Jaunich (SC Empor Rostock) - Hartmut Krüger (SC Magdeburg) - Peter Rost (SC Leipzig) - Dietmar Schmidt (ASK Vorwärts Frankfurt) - Wieland Schmidt (SC Magdeburg) - Siegfried Voigt (SC Leipzig) - Frank-Michael Wahl (SC Empor Rostock) - Ingolf Wiegert (SC Magdeburg) - Trainer: Paul Tiedemann | Damen - Hannelore Zober (SC Leipzig) - Katrin Krüger (ASK Vorwärts Frankfurt) - Evelyn Matz (TSC Berlin) - Roswitha Krause (TSC Berlin) - Christina Rost (SC Leipzig) - Petra Uhlig (SC Leipzig) - Sabine Röther (SC Empor Rostock) - Kornelia Kunisch (SC Magdeburg) - Claudia Wunderlich (SC Magdeburg) - Kristina Richter (TSC Berlin) - Waltraud Kretzschmar (SC Leipzig) - Marion Tietz (TSC Berlin) - Birgit Heinecke (SC Magdeburg) - Renate Rudolph (TSC Berlin) - Trainer: Peter Kretzschmar |

### Judo
Die sechsköpfige DDR-Mannschaft, die in sieben von acht Gewichtsklassen antrat, gewann mit einmal Gold und viermal Bronze fünf Olympiamedaillen.
- Reinhard Arndt (SC Dynamo Hoppegarten)
Superleichtgewicht (bis 60 kg) 13. Platz
- Torsten Reißmann (ASK Vorwärts Frankfurt)
Halbleichtgewicht (bis 65 kg) 5. Platz
- Karl-Heinz Lehmann (ASK Vorwärts Frankfurt)
Leichtgewicht (bis 71 kg)
- Harald Heinke (SC Leipzig)
Halbmittelgewicht (bis 78 kg)
- Detlef Ultsch (SC Dynamo Hoppegarten)
Mittelgewicht (bis 86 kg)
- Dietmar Lorenz (SC Dynamo Hoppegarten)
Halbschwergewicht (bis 95 kg) 
Offene Klasse

### Kanu
Die DDR-Kanuten, die in 10 von 11 Entscheidungen antraten, entschieden allein 4 Wettbewerbe für sich. Insgesamt holten 10 von 13 Athleten 14 Medaillen, wobei allein Rüdiger Helm als Doppelolympiasieger und Bronzemedaillengewinner schon 3 Medaillen gewann. Die 3 Kanutinnen kehrten alle als Olympiasieger zurück, darunter die 18-jährige Birgit Fischer, deren Stern in Moskau aufging. Sie sollte eine der erfolgreichsten Olympioniken werden.
| Männer - Frank-Peter Bischof (SC Berlin-Grünau) Einer-Kajak 500 m 5. Platz - Rüdiger Helm (SC Neubrandenburg) Einer-Kajak 1000 m Zweier-Kajak 500 m Vierer-Kajak 1000 m - Bernd Olbricht (SC Neubrandenburg) Zweier-Kajak 500 m Vierer-Kajak 1000 m - Peter Hempel (ASK Vorwärts Potsdam) Zweier-Kajak 1000 m 5. Platz - Harry Nolte (ASK Vorwärts Potsdam) Zweier-Kajak 1000 m 5. Platz - Harald Marg (SC Magdeburg) Vierer-Kajak 1000 m - Bernd Duvigneau (SC Magdeburg) Vierer-Kajak 1000 m - Olaf Heukrodt (SC Magdeburg) Einer-Canadier 500 m Zweier-Canadier 1000 m - Eckhard Leue (SC Magdeburg) Einer-Canadier 1000 m - Uwe Madeja (ASK Vorwärts Potsdam) Zweier-Canadier 1000 m - Alexander Schuck (SC DHfK Leipzig) kein Einsatz | Frauen - Birgit Fischer (ASK Vorwärts Potsdam) Einer-Kajak 500 m - Carsta Genäuß (SC Einheit Dresden) Zweier-Kajak 500 m - Martina Bischof (SC Berlin-Grünau) Zweier-Kajak 500 m - Roswitha Eberl (SC Empor Rostock) kein Einsatz |

### Leichtathletik
| Disziplin        | Männer | Frauen |
| ---------------- | --- | --- |
| 100 m            | Eugen Ray (SC Chemie Halle) Halbfinale Sören Schlegel (SC Karl-Marx-Stadt) Zwischenlauf Klaus-Dieter Kurrat (ASK Vorwärts Potsdam) Zwischenlauf                             | Marlies Göhr (SC Motor Jena) Ingrid Auerswald (SC Motor Jena) Romy Müller (SC Dynamo Berlin) 5. Platz                                            |
| 200 m            | Bernhard Hoff (SC Chemie Halle) 5. Platz Olaf Prenzler (SC Magdeburg) Halbfinale                                                                                            | Bärbel Wöckel (SC Motor Jena) Romy Müller (SC Dynamo Berlin) 4. Platz                                                                            |
| 400 m            | Frank Schaffer (ASK Vorwärts Potsdam) | Marita Koch (SC Empor Rostock) Christina Lathan (SC Dynamo Berlin) Gabriele Löwe (SC Einheit Dresden) 6. Platz                                   |
| 800 m            | Andreas Busse (SC Einheit Dresden) 5. Platz Detlef Wagenknecht (SC Dynamo Berlin) 6. Platz Olaf Beyer (ASK Vorwärts Potsdam) Zwischenlauf                                   | Martina Kämpfert (TSC Berlin) 4. Platz Hildegard Ullrich (SC Turbine Erfurt) 5. Platz                                                            |
| 1500 m           | Jürgen Straub (ASK Vorwärts Potsdam) Andreas Busse (SC Einheit Dresden) 4. Platz                                                                                            | Christiane Wartenberg (SC Chemie Halle) Ulrike Bruns (ASK Vorwärts Potsdam) 5. Platz Beate Liebich (SC Turbine Cottbus) im Vorlauf ausgeschieden |
| 5000 m           | Hansjörg Kunze (SC Empor Rostock) Halbfinale | |
| 10.000 m         | Jörg Peter (SC Einheit Dresden) 6. Platz Werner Schildhauer (SC Chemie Halle)7. Platz                                                                                       | |
| Marathon         | Waldemar Cierpinski (SC Chemie Halle) Hans-Joachim Truppel (SC Motor Jena) 11. Platz Jürgen Eberding (SC Magdeburg) 21. Platz                                               | |
| 100 m Hürden     | | Johanna Klier (SC Turbine Erfurt) Kerstin Knabe (SC DHfK Leipzig) 4. Platz Bettine Gärtz (SC Karl-Marx-Stadt) 7. Platz                           |
| 110 m Hürden     | Thomas Munkelt (SC DHfK Leipzig) Thomas Dittrich (SC Karl-Marx-Stadt) Halbfinale Andreas Schlißke (SC Karl-Marx-Stadt) Halbfinale                                           | |
| 400 m Hürden     | Volker Beck (SC Turbine Erfurt) | |
| 3000 m Hindernis | Ralf Pönitzsch (SC Karl-Marx-Stadt) Vorlauf | |
| 4 × 100 m        | - Sören Schlegel (SC Karl-Marx-Stadt)5. Platz - Eugen Ray (SC Chemie Halle) 5. Platz - Bernhard Hoff (SC Chemie Halle) 5. Platz - Thomas Munkelt (SC DHfK Leipzig) 5. Platz | - Romy Müller (SC Dynamo Berlin) - Bärbel Wöckel (SC Motor Jena) - Ingrid Auerswald (SC Motor Jena) - Marlies Göhr (SC Motor Jena)               |
| 4 × 400 m        | - Volker Beck (SC Turbine Erfurt) - Klaus Thiele (ASK Vorwärts Potsdam) - Andreas Knebel (SC Magdeburg) - Frank Schaffer (ASK Vorwärts Potsdam)                             | - Gabriele Löwe (SC Einheit Dresden) - Barbara Krug (SC DHfK Leipzig) - Christina Lathan (SC Dynamo Berlin) - Marita Koch (SC Empor Rostock)     |
| 20 km Gehen      | Roland Wieser (SC Dynamo Berlin) Karl-Heinz Stadtmüller (TSC Berlin) 8. Platz Werner Heyer (SC Dynamo Berlin) disqualifiziert                                               | |
| 50 km Gehen      | Hartwig Gauder (SC Turbine Erfurt) Dietmar Meisch (TSC Berlin) disqualifiziert Uwe Dünkel (TSC Berlin) disqualifiziert                                                      | |
| Hochsprung       | Gerd Wessig (SC Traktor Schwerin) Jörg Freimuth (ASK Vorwärts Potsdam) Henry Lauterbach (SC Turbine Erfurt) 4. Platz                                                        | Jutta Kirst (SC Dynamo Berlin) Rosemarie Ackermann (SC Cottbus) 4. Platz Andrea Reichstein (SC DHfK Leipzig) 6. Platz                            |
| Stabhochsprung   | Axel Weber (SC Motor Jena) Vorrunde ausgeschieden | |
| Weitsprung       | Lutz Dombrowski (SC Karl-Marx-Stadt) Frank Paschek (TSC Berlin) Peter Rieger (ASK Vorwärts Potsdam) Vorrunde                                                                | Brigitte Wujak (SC Dynamo Berlin) Siegrun Siegl (SC Turbine Erfurt) 5. Platz Sigrid Heimann (SC Magdeburg) 7. Platz                              |
| Kugelstoßen      | Udo Beyer (ASK Vorwärts Potsdam) Hans-Jürgen Jacobi (SC Turbine Erfurt) 6. Platz                                                                                            | Ilona Slupianek (SC Dynamo Berlin) Margitta Pufe (SC Motor Jena) Ines Reichenbach (SC Empor Rostock) 8. Platz                                    |
| Diskuswurf       | Wolfgang Schmidt (SC Dynamo Berlin) 4. Platz Hilmar Hoßfeld (SC Turbine Erfurt) 11. Platz Armin Lemme (SC Magdeburg) 13. Platz                                              | Evelin Jahl (ASK Vorwärts Potsdam) Gisela Beyer (ASK Vorwärts Potsdam) 4. Platz Margitta Pufe (SC Motor Jena) 5. Platz                           |
| Hammerwurf       | Roland Steuk (TSC Berlin) 4. Platz Detlef Gerstenberg (SC Dynamo Berlin) 5. Platz                                                                                           | |
| Speerwurf        | Wolfgang Hanisch (SC Chemie Halle) Detlef Fuhrmann (SC Chemie Halle)7. Platz Detlef Michel (TSC Berlin) 13. Platz                                                           | Ute Hommola (SC Karl-Marx-Stadt) Ute Richter (SC Einheit Dresden) 4. Platz Ruth Fuchs (SC Motor Jena)8. Platz                                    |
| Siebenkampf      | | Ramona Neubert (SC Einheit Dresden) 4. Platz Burglinde Pollak (ASK Vorwärts Potsdam) 6. Platz Christine Laser (SC Turbine Erfurt) ausgeschieden  |
| Zehnkampf        | Steffen Grummt (SC Motor Jena) 8. Platz Rainer Pottel (TSC Berlin) ausgeschieden Siegfried Stark (SC Traktor Schwerin) ausgeschieden                                        | |

Ohne Einsatz blieben folgende Sportler
- Bärbel Lockhoff (TSC Berlin) – Sprint
- Helga Radtke (SC Empor Rostock) – Weitsprung
- Dagmar Rübsam (SC Turbine Erfurt) – 400-m-Sprint/Staffel
- Gesine Walther (SC Turbine Erfurt)- Sprint
- Udo Bauer (SC Cottbus) – 400-m-Sprint/Staffel

### Radsport

#### Bahn
Männer
- Lutz Heßlich (SC Cottbus)
Sprint
- Lothar Thoms (SC Cottbus)
1000 m Zeitfahren
- Harald Wolf (SC Karl-Marx-Stadt)
4000 m Einzelverfolgung 4. Platz
- Gerald Mortag (SG Wismut Gera)
4000 m Mannschaftsverfolgung
- Uwe Unterwalder (TSC Berlin)
4000 m Mannschaftsverfolgung
- Matthias Wiegand (SC Karl-Marx-Stadt)
4000 m Mannschaftsverfolgung
- Volker Winkler (SC Cottbus)
4000 m Mannschaftsverfolgung
- Detlef Macha (SC Turbine Erfurt)
kein Einsatz
- Emanuel Raasch (SC Dynamo Berlin)
kein Einsatz

#### Straße
Männer
- Olaf Ludwig (SG Wismut Gera)
Straßenrennen (189 km) 32. Platz
Mannschaftszeitfahren (101 km)
- Thomas Barth (SG Wismut Gera)
Straßenrennen (189 km) 4. Platz
- Andreas Petermann (SC DHfK Leipzig)
Straßenrennen (189 km) 10. Platz
- Bernd Drogan (SC Cottbus)
Straßenrennen (189 km) ausgeschieden
Mannschaftszeitfahren (101 km)
- Falk Boden (ASK Vorwärts Frankfurt)
Mannschaftszeitfahren (101 km)
- Hans-Joachim Hartnick (SC Cottbus)
Mannschaftszeitfahren (101 km)

### Ringen
Griechisch-römisch
- Detlef Kühn (SG Dynamo Luckenwalde)
Mittelgewicht (bis 82 kg) 5. Platz
- Thomas Horschel (SC Motor Zella-Mehlis)
Halbschwergewicht (bis 90 kg) 5. Platz

Freistil
- Hartmut Reich (SC Motor Jena)
Fliegengewicht (bis 52 kg) 8. Platz
- Eberhard Probst (SC Chemie Halle)
Leichtgewicht (bis 68 kg) 5. Platz
- Reinhold Steingräber (ASK Vorwärts Frankfurt)
Weltergewicht (bis 74 kg) Vorrunde
- Armin Weier (SG Dynamo Luckenwalde)
Mittelgewicht (bis 82 kg) Vorrunde
- Uwe Neupert (SC Motor Jena)
Halbschwergewicht (bis 90 kg)
- Harald Büttner (SG Dynamo Luckenwalde)
Schwergewicht (bis 100 kg) 4. Platz
- Roland Gehrke (SG Dynamo Luckenwalde)
Superschwergewicht (über 100 kg) 4. Platz

### Rudern
| Männer - Peter Kersten (SC Magdeburg) Einer - Joachim Dreifke (ASK Vorwärts Rostock) Doppelzweier - Klaus Kröppelien (ASK Vorwärts Rostock) Doppelzweier - Jörg Landvoigt (SG Dynamo Potsdam) Zweier ohne Steuermann - Bernd Landvoigt (SG Dynamo Potsdam) Zweier ohne Steuermann - Friedrich-Wilhelm Ulrich (SC Magdeburg) Zweier mit Steuermann - Harald Jährling (SC Magdeburg) Zweier mit Steuermann - Georg Spohr (SC Magdeburg) Zweier mit Steuermann - Frank Dundr (SC Dynamo Berlin) Doppelvierer - Carsten Bunk (SC Berlin-Grünau) Doppelvierer - Uwe Heppner (SC Chemie Halle) Doppelvierer - Martin Winter (SC Magdeburg) Doppelvierer - Jürgen Thiele (SC DHfK Leipzig) Vierer ohne Steuermann - Stefan Semmler (SC DHfK Leipzig) Vierer ohne Steuermann - Andreas Decker (SC DHfK Leipzig) Vierer ohne Steuermann - Siegfried Brietzke (SC DHfK Leipzig) Vierer ohne Steuermann - Dieter Wendisch (SC Einheit Dresden) Vierer mit Steuermann - Ullrich Dießner (SC Einheit Dresden) Vierer mit Steuermann - Walter Dießner (SC Einheit Dresden) Vierer mit Steuermann - Gottfried Döhn (SC Einheit Dresden) Vierer mit Steuermann - Andreas Gregor (SC Einheit Dresden) Vierer mit Steuermann - Bernd Krauß (SG Dynamo Potsdam) Achter - Hans-Peter Koppe (SC DHfK Leipzig) Achter - Ulrich Kons (ASK Vorwärts Rostock) Achter - Jörg Friedrich (SG Dynamo Potsdam) Achter - Jens Doberschütz (SC DHfK Leipzig) Achter - Ulrich Karnatz (ASK Vorwärts Rostock) Achter - Uwe Dühring (SC Dynamo Berlin) Achter - Bernd Höing (SC Dynamo Berlin) Achter - Klaus-Dieter Ludwig (SG Dynamo Potsdam) Achter | Frauen - Martina Schröter (SG Dynamo Potsdam) Einer - Cornelia Linse (SC DHfK Leipzig) Doppelzweier - Heidi Westphal (SC DHfK Leipzig) Doppelzweier - Ute Steindorf (SC DHfK Leipzig) Zweier ohne Steuerfrau - Cornelia Klier (SC DHfK Leipzig) Zweier ohne Steuerfrau - Jutta Ploch (SC Berlin-Grünau) Doppelvierer mit Steuerfrau - Jutta Lau (SG Dynamo Potsdam) Doppelvierer mit Steuerfrau - Sybille Reinhardt (SC Einheit Dresden) Doppelvierer mit Steuerfrau - Roswietha Zobelt (SG Dynamo Potsdam) Doppelvierer mit Steuerfrau - Liane Buhr (SG Dynamo Potsdam) Doppelvierer mit Steuerfrau - Ramona Kapheim (SC DHfK Leipzig) Vierer mit Steuerfrau - Silvia Fröhlich (SC DHfK Leipzig) Vierer mit Steuerfrau - Angelika Noack (SC DHfK Leipzig) Vierer mit Steuerfrau - Romy Saalfeld (SC DHfK Leipzig) Vierer mit Steuerfrau - Kirsten Wenzel (SC DHfK Leipzig) Vierer mit Steuerfrau - Martina Boesler (SC Berlin-Grünau) Achter - Kersten Neisser (SC DHfK Leipzig) Achter - Christiane Köpke (SG Dynamo Potsdam) Achter - Birgit Schütz (SG Dynamo Potsdam) Achter - Gabriele Kühn (SC Einheit Dresden) Achter - Ilona Richter (SC Berlin-Grünau) Achter - Marita Sandig (SC DHfK Leipzig) Achter - Karin Metze (SC Einheit Dresden) Achter - Marina Wilke (SC Berlin-Grünau) Achter - Gisela Medefindt (SC Berlin-Grünau) ohne Einsatz |

### Schießen
Männer
- Jürgen Wiefel (GST-Klub Leipzig)
Schnellfeuerpistole 25 m
- Andreas Franke (ASK Vorwärts Frankfurt)
Schnellfeuerpistole 25 m 11. Platz
- Harald Vollmar (GST-Klub Leipzig)
Freie Pistole
- Uwe Potteck (ASK Vorwärts Frankfurt)
Freie Pistole 16. Platz
- Bernd Hartstein (GST-Klub Leipzig)
Kleinkaliber Dreistellungskampf
- Hellfried Heilfort (GST-Klub Leipzig)
Kleinkaliber Dreistellungskampf 7. Platz
Kleinkaliber liegend
- Mario Gonsierowski (ASK Vorwärts Frankfurt)
Kleinkaliber liegend 20. Platz
- Thomas Pfeffer (GST-Klub Suhl)
Laufende Scheibe
- Hans-Jürgen Helbig (GST-Klub Leipzig)
Laufende Scheibe 8. Platz
- Jörg Damme (SC Dynamo Hoppegarten)
Trap
- Burckhardt Hoppe (GST-Klub Leipzig)
Trap 8. Platz
- Bernhard Hochwald (SC Dynamo Hoppegarten)
Skeet 19. Platz
- Axel Krämer (GST-Klub Suhl)
Skeet 42. Platz

### Schwimmen
| Disziplin           | Männer | Frauen |
| ------------------- | --- | --- |
| 100 m Freistil      | Jörg Woithe (SC Dynamo Berlin) Frank Kühne (SC DHfK Leipzig) Vorlauf | Barbara Krause (SC Dynamo Berlin) Caren Metschuck (SC Empor Rostock) Ines Diers (SC Karl-Marx-Stadt)                                                                                |
| 200 m Freistil      | Jörg Woithe (SC Dynamo Berlin) 4. Platz Detlev Grabs (SC Dynamo Berlin) Vorlauf Frank Kühne (SC DHfK Leipzig) Vorlauf                                                                                      | Barbara Krause (SC Dynamo Berlin) Ines Diers (SC Karl-Marx-Stadt) Carmela Schmidt (SC Chemie Halle)                                                                                 |
| 400 m Freistil      | Detlev Grabs (SC Dynamo Berlin) Vorlauf Frank Pfütze (SC Dynamo Berlin) Vorlauf Rainer Strohbach (TSC Berlin) Vorlauf                                                                                      | Ines Diers (SC Karl-Marx-Stadt) Petra Schneider (SC Karl-Marx-Stadt) Carmela Schmidt (SC Chemie Halle)                                                                              |
| 800 m Freistil      | | Ines Diers (SC Karl-Marx-Stadt) Heike Dähne (SC Karl-Marx-Stadt) Ines Geißler (SC Karl-Marx-Stadt) 7. Platz                                                                         |
| 1500 m Freistil     | Rainer Strohbach (TSC Berlin) 4. Platz | |
| 100 m Rücken        | Dietmar Göhring (SC DHfK Leipzig) Halbfinale Jörg Stingl (SC Karl-Marx-Stadt) Vorlauf | Rica Reinisch (SC Einheit Dresden) Ina Kleber (SC Turbine Erfurt) Petra Riedel (SC Magdeburg)                                                                                       |
| 200 m Rücken        | Dietmar Göhring (SC DHfK Leipzig) Vorlauf Jörg Stingl (SC Karl-Marx-Stadt) Vorlauf | Rica Reinisch (SC Einheit Dresden) Cornelia Polit (SC Chemie Halle) Birgit Treiber (SC Einheit Dresden)                                                                             |
| 100 m Brust         | Jörg Walter (SC Turbine Erfurt) Vorlauf | Ute Geweniger (SC Karl-Marx-Stadt) Silvia Rinka (ASK Vorwärts Potsdam) Vorlauf Bettina Löbel (SC Einheit Dresden) Vorlauf                                                           |
| 200 m Brust         | Jörg Walter (SC Turbine Erfurt) 8. Platz | Ute Geweniger (SC Karl-Marx-Stadt) 6. Platz Bettina Löbel (SC Einheit Dresden) 7. Platz Silvia Rinka (ASK Vorwärts Potsdam) 8. Platz                                                |
| 100 m Schmetterling | Roger Pyttel (SC DHfK Leipzig) | Caren Metschuck (SC Empor Rostock) Andrea Pollack (SC Dynamo Berlin) Christiane Knacke (SC Dynamo Berlin)                                                                           |
| 200 m Schmetterling | Roger Pyttel (SC DHfK Leipzig) | Ines Geißler (SC Karl-Marx-Stadt) Sybille Schönrock (SC Chemie Halle) Andrea Pollack (SC Dynamo Berlin)                                                                             |
| 400 m Lagen         | Jörg Walter (SC Turbine Erfurt) disqualifiziert | Petra Schneider (SC Karl-Marx-Stadt) Grit Slaby (SC DHfK Leipzig) 4. Platz Ulrike Tauber (SC Karl-Marx-Stadt) 5. Platz                                                              |
| 4 × 100 m Freistil  | | Barbara Krause (SC Dynamo Berlin) Caren Metschuck (SC Empor Rostock) Ines Diers (SC Karl-Marx-Stadt) Sarina Hülsenbeck (ASK Vorwärts Potsdam) Carmela Schmidt (SC Chemie Halle)     |
| 4 × 200 m Freistil  | Frank Pfütze (SC Dynamo Berlin) Jörg Woithe (SC Dynamo Berlin) Detlev Grabs (SC Dynamo Berlin) Rainer Strohbach (TSC Berlin) Frank Kühne (SC DHfK Leipzig)                                                 | |
| 4 × 100 m Lagen     | Dietmar Göhring (SC DHfK Leipzig) 4. Platz Jörg Walter (SC Turbine Erfurt) 4. Platz Roger Pyttel (SC DHfK Leipzig) 4. Platz Jörg Woithe (SC Dynamo Berlin) 4. Platz Frank Kühne (SC DHfK Leipzig) 4. Platz | Rica Reinisch (SC Einheit Dresden) Ute Geweniger (SC Karl-Marx-Stadt) Andrea Pollack (SC Dynamo Berlin) Caren Metschuck (SC Empor Rostock) Sarina Hülsenbeck (ASK Vorwärts Potsdam) |

### Segeln
Männer
- Jochen Schümann (SC Berlin-Grünau)
Finn Dinghy 5. Platz
- Egbert Swensson (SC Empor Rostock)
470er
- Jörn Borowski (SC Empor Rostock)
470er
- Olaf Engelhardt (SC Berlin-Grünau)
Star 8. Platz
- Wolf-Eberhard Richter (SC Berlin-Grünau)
Star 8. Platz
- Bernd Jäkel (SC Berlin-Grünau)
Star 8. Platz
- Jörg Schramme (SC Berlin-Grünau)
Tornado 8. Platz
- Uwe Steingroß (SC Berlin-Grünau)
Tornado 8. Platz
- Bernd Klenke (SC Berlin-Grünau)
Soling 4. Platz
- Dieter Below (SC Berlin-Grünau)
Soling 4. Platz
- Michael Zachries (SC Berlin-Grünau)
Soling 4. Platz
- Wolfgang Haase (SC Empor Rostock)
Flying Dutchman 4. Platz
- Wolfgang Wenzel (SC Empor Rostock)
Flying Dutchman 4. Platz

### Turnen
| Männer - Roland Brückner (SC Dynamo Berlin) Einzelmehrkampf 5. Platz Mannschaftsmehrkampf Barren Bodenturnen Pferdsprung Reck 30. Platz Ringe 4. Platz Pauschenpferd 4. Platz - Michael Nikolay (SC Dynamo Berlin) Einzelmehrkampf 6. Platz Mannschaftsmehrkampf Barren 4. Platz Bodenturnen 14. Platz Pferdsprung 18. Platz Reck 4. Platz Ringe 13. Platz Pauschenpferd - Lutz Hoffmann (SC Dynamo Berlin) Einzelmehrkampf 7. Platz Mannschaftsmehrkampf Barren 24. Platz Bodenturnen 6. Platz Pferdsprung 9. Platz Reck 15. Platz Ringe 17. Platz Seitpferd 11. Platz - Ralf-Peter Hemmann (SC DHfK Leipzig) Einzelmehrkampf 14. Platz Mannschaftsmehrkampf Barren 11. Platz Bodenturnen 21. Platz Pferdsprung 4. Platz Reck 4. Platz Ringe 20. Platz Seitpferd 19. Platz - Andreas Bronst (SC DHfK Leipzig) Einzelmehrkampf 15. Platz Mannschaftsmehrkampf Barren 11. Platz Bodenturnen 15. Platz Pferdsprung 15. Platz Reck 21. Platz Ringe 32. Platz Seitpferd 14. Platz - Lutz Mack (SC Chemie Halle) Einzelmehrkampf 20. Platz Mannschaftsmehrkampf Barren 18. Platz Bodenturnen 10. Platz Pferdsprung 30. Platz Reck 40. Platz Ringe 10. Platz Seitpferd 43. Platz - Reinhard Rückriem (ASK Vorwärts Potsdam) kein Einsatz | Frauen - Maxi Gnauck (SC Dynamo Berlin) Einzelmehrkampf Mannschaftsmehrkampf Bodenturnen Pferdsprung 6. Platz Schwebebalken 4. Platz Stufenbarren - Steffi Kräker (SC Leipzig) Einzelmehrkampf 8. Platz Mannschaftsmehrkampf Bodenturnen 22. Platz Pferdsprung Schwebebalken 12. Platz Stufenbarren - Katharina Rensch (TSC Berlin) Einzelmehrkampf 9. Platz Mannschaftsmehrkampf Bodenturnen 10. Platz Pferdsprung 6. Platz Schwebebalken 17. Platz Stufenbarren 9. Platz - Birgit Süß (SC Chemie Halle) Einzelmehrkampf 17. Platz Mannschaftsmehrkampf Bodenturnen 12. Platz Pferdsprung 6. Platz Schwebebalken 29. Platz Stufenbarren 14. Platz - Silvia Hindorff (SC Leipzig) Einzelmehrkampf 21. Platz Mannschaftsmehrkampf Bodenturnen 15. Platz Pferdsprung 23. Platz Schwebebalken 23. Platz Stufenbarren 25. Platz - Karola Sube (SC Dynamo Berlin) Einzelmehrkampf 23. Platz Mannschaftsmehrkampf Bodenturnen 24. Platz Pferdsprung 31. Platz Schwebebalken 17. Platz Stufenbarren 20. Platz - Regina Grabolle (SC Dynamo Berlin) kein Einsatz |

### Volleyball
Frauen 
- Ute Kostrzewa (SC Leipzig)
- Andrea Heim (SC Traktor Schwerin)
- Annette Schultz (TSC Berlin)
- Christine Mummhardt (SC Dynamo Berlin)
- Heike Lehmann (SC Dynamo Berlin)
- Barbara Czekalla (SC Dynamo Berlin)
- Karla Roffeis (SC Traktor Schwerin)
- Martina Schmidt (SC Traktor Schwerin)
- Anke Westendorf (SC Traktor Schwerin)
- Karin Püschel (SC Leipzig)
- Brigitte Fetzer (SC Leipzig)
- Katharina Bullin (SC Dynamo Berlin)

### Wasserspringen
| Männer - Falk Hoffmann (SC Chemie Halle) Kunstspringen 3 m 4. Platz Turmspringen - Frank Taubert (SC Einheit Dresden) Kunstspringen 3 m 9. Platz - Dieter Waskow (SC Empor Rostock) Kunstspringen 3 m 10. Platz Turmspringen 5. Platz - Thomas Knuths (SC Empor Rostock) Turmspringen 6. Platz | Frauen - Martina Proeber (SC Empor Rostock) Kunstspringen 3 m - Karin Guthke (TSC Berlin) Kunstspringen 3 m - Martina Jäschke (SC Chemie Halle) Kunstspringen 3 m 5. Platz Turmspringen - Ramona Wenzel (SC Empor Rostock) Turmspringen 4. Platz - Kerstin Krause (TSC Berlin) Turmspringen 9. Platz |

## Statistik

### Medaillen je Sportart
| Platz | Sportart       | Goldmedaille – Olympiasieger | Silbermedaille – 2. Platz | Bronzemedaille – 3. Platz | Medaillen – Gesamt |
| ----- | -------------- | ---------------------------- | ------------------------- | ------------------------- | ------------------ |
| 1     | Schwimmen      | 12                           | 10                        | 9                         | 31                 |
| 2     | Leichtathletik | 11                           | 8                         | 11                        | 30                 |
| 3     | Rudern         | 11                           | 1                         | 2                         | 14                 |
| 4     | Kanu           | 4                            | 1                         | 3                         | 7                  |
| 5     | Turnen         | 2                            | 3                         | 6                         | 11                 |
| 6     | Radsport       | 2                            | 2                         | -                         | 4                  |
| 7     | Wasserspringen | 2                            | 1                         | 1                         | 4                  |
| 8     | Boxen          | 1                            | −                         | 5                         | 6                  |
| 9     | Judo           | 1                            | −                         | 4                         | 5                  |
| 10    | Handball       | 1                            | -                         | 1                         | 2                  |
| 11    | Schießen       | −                            | 5                         | 1                         | 6                  |
| 12    | Gewichtheben   | −                            | 2                         | 1                         | 3                  |
| 13    | Ringen         | −                            | 1                         | −                         | 1                  |
| 13    | Segeln         | −                            | 1                         | −                         | 1                  |
| 13    | Volleyball     | −                            | 1                         | −                         | 1                  |
| 13    | Fußball        | −                            | 1                         | -                         | 1                  |
| Total | Total          | 47                           | 37                        | 42                        | 121                |

### Medaillen je Verein
| Platz | Sportclub/Sportgemeinschaft | Teilnehmer | Goldmedaille – Olympiasieger | Silbermedaille – 2. Platz | Bronzemedaille – 3. Platz | Medaillen – Gesamt |
| ----- | --------------------------- | ---------- | ---------------------------- | ------------------------- | ------------------------- | ------------------ |
| 1     | SC DHfK Leipzig             | 37         | 16                           | 7                         | -                         | 23                 |
| 2     | SC Magdeburg                | 23         | 14                           | 2                         | 4                         | 20                 |
| 3     | SC Dynamo Berlin            | 37         | 13                           | 14                        | 10                        | 37                 |
| 4     | SC Einheit Dresden          | 22         | 12                           | 1                         | 1                         | 14                 |
| 5     | SG Dynamo Potsdam           | 14         | 10                           | -                         | 1                         | 11                 |
| 6     | SC Empor Rostock            | 18         | 9                            | 3                         | -                         | 12                 |
| 7     | SC Leipzig                  | 14         | 7                            | 4                         | 3                         | 14                 |
| 8     | SC Karl-Marx-Stadt          | 20         | 6                            | 5                         | 5                         | 16                 |
| 9     | SC Berlin-Grünau            | 19         | 6                            | -                         | -                         | 6                  |
| 10    | TSC Berlin                  | 22         | 5                            | 3                         | 5                         | 13                 |
| 11    | SC Chemie Halle             | 16         | 5                            | 3                         | 3                         | 11                 |
| 12    | ASK Vorwärts Frankfurt      | 16         | 5                            | 1                         | 2                         | 8                  |
| 13    | ASK Vorwärts Potsdam        | 21         | 4                            | 4                         | 3                         | 11                 |
| 14    | SC Motor Jena               | 9          | 4                            | 2                         | 2                         | 8                  |
| 15    | ASK Vorwärts Rostock        | 4          | 4                            | -                         | -                         | 4                  |
| 16    | SC Neubrandenburg           | 2          | 3                            | -                         | 2                         | 5                  |
| 17    | SC Cottbus                  | 7          | 2                            | 3                         | -                         | 5                  |
| 17    | SC Turbine Erfurt           | 14         | 2                            | 3                         | -                         | 5                  |
| 19    | SC Traktor Schwerin         | 8          | 1                            | 4                         | 1                         | 6                  |
| 20    | SC Dynamo Hoppegarten       | 5          | 1                            | -                         | 3                         | 5                  |
| 21    | BFC Dynamo                  | 5          | -                            | 5                         | -                         | 5                  |
| 22    | GST-Klub Leipzig            | 6          | -                            | 4                         | -                         | 4                  |
| 23    | SG Dynamo Dresden           | 3          | -                            | 3                         | -                         | 3                  |
| 23    | 1. FC Lokomotive Leipzig    | 3          | -                            | 3                         | -                         | 3                  |
| 25    | SG Wismut Gera              | 4          | -                            | 2                         | 1                         | 3                  |
| 25    | FC Karl-Marx-Stadt          | 2          | -                            | 2                         | -                         | 1                  |
| 27    | GST-Klub Suhl               | 2          | -                            | 1                         | -                         | 1                  |
| 27    | FC Carl Zeiss Jena          | 1          | -                            | 1                         | -                         | 1                  |
| 27    | FC Vorwärts Frankfurt       | 1          | -                            | 1                         | -                         | 1                  |
| 27    | 1. FC Magdeburg             | 1          | -                            | 1                         | -                         | 1                  |
| 27    | HFC Chemie                  | 1          | -                            | 1                         | -                         | 1                  |
| 27    | BSG Motor Stralsund         | 1          | -                            | 1                         | -                         | 1                  |

### Teilnehmer nach Sportklubs und Sportart
| Sportclub/Sportgemeinschaft | Boxen |    | Fechten | Fechten | Gewichtheben | Handball | Handball | Judo | Kanu | Kanu | Leichtathletik | Leichtathletik | Radsport Bahn/Straße | Ringen | Rudern | Rudern | Schießen | Schwimmen | Schwimmen | Segeln | Turnen | Turnen | Volleyball | Wasserspringen | Wasserspringen | Gesamt | Gesamt | Gesamt |
| Sportclub/Sportgemeinschaft | Boxen | m  | w       | m       | Gewichtheben | w        | m        | Judo | w    | m    | w              | m              | Radsport Bahn/Straße | Ringen | w      | m      | Schießen | w         | m         | m      | w      | w      | m          | w              | m              | w      | Summe  |        |
| --------------------------- | ----- | -- | ------- | ------- | ------------ | -------- | -------- | ---- | ---- | ---- | -------------- | -------------- | -------------------- | ------ | ------ | ------ | -------- | --------- | --------- | ------ | ------ | ------ | ---------- | -------------- | -------------- | ------ | ------ | ------ |
| SC Dynamo Berlin            | 1     | -  | 4       | 1       | -            | 1        | -        | -    | -    | -    | 5              | 4              | -                    | -      | 4      | 1      | -        | 3         | 3         | -      | 3      | 3      | 4          | -              | -              | 21     | 16     | 37     |
| SC DHfK Leipzig             | -     | -  | -       | -       | -            | -        | 2        | -    | 1    | -    | 2              | 3              | 1                    | 1      | 7      | 13     | -        | 3         | 1         | -      | 2      | -      | -          | 1              | -              | 18     | 19     | 37     |
| SC Magdeburg                | -     | -  | -       | -       | -            | 5        | 3        | -    | 4    | -    | 4              | 1              | -                    | -      | 5      | -      | -        | -         | 1         | -      | -      | -      | -          | -              | -              | 18     | 5      | 23     |
| TSC Berlin                  | 3     | -  | -       | -       | -            | -        | 5        | -    | -    | -    | 7              | 1              | 1                    | -      | -      | -      | -        | 1         | -         | -      | -      | 1      | 1          | -              | 2              | 12     | 10     | 22     |
| SC Einheit Dresden          | -     | -  | 2       | 1       | 1            | -        | -        | -    | -    | 1    | 2              | 3              | -                    | 5      | 3      | -      | -        | 3         | -         | -      | -      | -      | -          | 1              | -              | 17     | 5      | 22     |
| ASK Vorwärts Potsdam        | -     | -  | 2       | 2       | -            | -        | -        | -    | 3    | 1    | 7              | 3              | -                    | -      | -      | -      | -        | -         | 2         | -      | 1      | -      | -          | -              | -              | 13     | 8      | 21     |
| SC Karl-Marx-Stadt          | -     | -  | -       | -       | 5            | -        | -        | -    | -    | -    | 4              | 2              | 2                    | -      | -      | -      | -        | 1         | 6         | -      | -      | -      | -          | -              | -              | 12     | 8      | 20     |
| SC Berlin-Grünau            | -     | -  | -       | -       | -            | -        | -        | -    | 1    | 1    | -              | -              | -                    | -      | 1      | 7      | -        | -         | -         | 9      | -      | -      | -          | -              | -              | 11     | 8      | 19     |
| SC Empor Rostock            | -     | -  | -       | -       | -            | 2        | 2        | -    | -    | 1    | 1              | 3              | -                    | -      | -      | -      | -        | -         | 1         | 4      | -      | -      | -          | 2              | 2              | 9      | 9      | 18     |
| ASK Vorwärts Frankfurt      | 3     | -  | -       | -       | 3            | 3        | 1        | 1    | -    | -    | -              | -              | 1                    | 1      | -      | -      | 3        | -         | -         | -      | -      | -      | -          | -              | -              | 15     | 1      | 16     |
| SC Chemie Halle             | -     | -  | -       | -       | -            | -        | -        | -    | -    | -    | 6              | 1              | -                    | -      | 2      | -      | -        | -         | 3         | -      | 1      | 1      | -          | 1              | 1              | 10     | 6      | 16     |
| SC Turbine Erfurt           | -     | -  | -       | -       | -            | -        | -        | -    | -    | -    | 4              | 6              | 1                    | -      | -      | -      | -        | 1         | 1         | -      | -      | -      | -          | -              | -              | 7      | 7      | 14     |
| SC Leipzig                  | -     | -  | 1       | 1       |              | 3        | 3        | 1    | -    | -    | -              | -              | -                    | -      | -      | -      | -        | -         | -         | -      | -      | 2      | 3          | -              | -              | 5      | 9      | 14     |
| SG Dynamo Potsdam           | -     | -  | -       | -       | -            | -        | -        | -    | -    | -    | -              | -              | -                    | -      | 8      | 6      | -        | -         | -         | -      | -      | -      | -          | -              | -              | 8      | 6      | 14     |
| SC Motor Jena               | -     | -  | 1       |         | -            | -        | -        | -    | -    | -    | 3              | 5              | -                    | 1      | -      | -      | -        | -         | -         | -      | -      | -      | -          | -              | -              | 4      | 5      | 9      |
| SC Traktor Schwerin         | 2     | -  | -       | -       | -            | -        | -        | -    | -    | -    | 2              | -              | -                    | -      | -      | -      | -        | -         | -         | -      | -      | -      | 4          | -              | -              | 4      | 4      | 8      |
| SC Cottbus                  | -     | -  | -       | -       | -            | -        | -        | -    | -    | -    | 1              | 1              | 5                    | -      | -      | -      | -        | -         | -         | -      | -      | -      | -          | -              | -              | 6      | 1      | 7      |
| GST-Klub Leipzig            | -     | -  | -       | -       | -            | -        | -        | -    | -    | -    | -              | -              | -                    | -      | -      | -      | 6        | -         | -         | -      | -      | -      | -          | -              | -              | 6      | 0      | 6      |
| BFC Dynamo                  | -     | 5  | -       | -       | -            | -        | -        | -    | -    | -    | -              | -              | -                    | -      | -      | -      | -        | -         | -         | -      | -      | -      | -          | -              | -              | 5      | -      | 5      |
| SC Dynamo Hoppegarten       | -     | -  | -       | -       | -            | -        | -        | 3    | -    | -    | -              | -              | -                    | -      | -      | -      | 2        | -         | -         | -      | -      | -      | -          | -              | -              | 5      | -      | 5      |
| SG Wismut Gera              | 1     | -  | -       | -       | -            | -        | -        | -    | -    | -    | -              | -              | 3                    | -      | -      | -      | -        | -         | -         | -      | -      | -      | -          | -              | -              | 4      | -      | 4      |
| SG Dynamo Luckenwalde       | -     | -  | -       | -       | -            | -        | -        | -    | -    | -    | -              | -              | -                    | 4      | -      | -      | -        | -         | -         | -      | -      | -      | -          | -              | -              | 4      | -      | 4      |
| ASK Vorwärts Rostock        | -     | -  | -       | -       | -            | -        | -        | -    | -    | -    | -              | -              | -                    | -      | 4      | -      | -        | -         | -         | -      | -      | -      | -          | -              | -              | 4      | -      | 4      |
| SG Dynamo Dresden           | -     | 3  | -       | -       | -            | -        | -        | -    | -    | -    | -              | -              | -                    | -      | -      | -      | -        | -         | -         | -      | -      | -      | -          | -              | -              | 3      | -      | 3      |
| 1. FC Lokomotive Leipzig    | -     | 3  | -       | -       | -            | -        | -        | -    | -    | -    | -              | -              | -                    | -      | -      | -      | -        | -         | -         | -      | -      | -      | -          | -              | -              | 3      | -      | 3      |
| FC Karl-Marx-Stadt          | -     | 2  | -       | -       | -            | -        | -        | -    | -    | -    | -              | -              | -                    | -      | -      | -      | -        | -         | -         | -      | -      | -      | -          | -              | -              | 2      | -      | 2      |
| SC Neubrandenburg           | -     | -  | -       | -       | -            | -        | -        | -    | 2    | -    | -              | -              | -                    | -      | -      | -      | -        | -         | -         | -      | -      | -      | -          | -              | -              | 2      | -      | 2      |
| GST-Klub Suhl               |       | -  | -       | -       | -            | -        | -        | -    | -    | -    | -              | -              | -                    | -      | -      | -      | 2        | -         | -         | -      | -      | -      | -          | -              | -              | 2      | -      | 2      |
| FC Vorwärts Frankfurt       | -     | 1  | -       | -       | -            | -        | -        | -    | -    | -    | -              | -              | -                    | -      | -      | -      | -        | -         | -         | -      | -      | -      | -          | -              | -              | 1      | -      | 1      |
| FC Carl Zeiss Jena          | -     | 1  | -       | -       | -            | -        | -        | -    | -    | -    | -              | -              | -                    | -      | -      | -      | -        | -         | -         | -      | -      | -      | -          | -              | -              | 1      | -      | 1      |
| HFC Chemie                  | -     | 1  | -       | -       | -            | -        | -        | -    | -    | -    | -              | -              | -                    | -      | -      | -      | -        | -         | -         | -      | -      | -      | -          | -              | -              | 1      | -      | 1      |
| 1. FC Magdeburg             | -     | 1  | -       | -       | -            | -        | -        | -    | -    | -    | -              | -              | -                    | -      | -      | -      | -        | -         | -         | -      | -      | -      | -          | -              | -              | 1      | -      | 1      |
| BSG Motor Stralsund         | -     | -  | -       | -       | 1            | -        | -        | -    | -    | -    | -              | -              | -                    | -      | -      | -      | -        | -         | -         | -      | -      | -      | -          | -              | -              | 1      | -      | 1      |
| SC Motor Zella-Mehlis       | -     | -  | -       | -       | -            | -        | -        | -    | -    | -    | -              | -              | -                    | 1      | -      | -      | -        | -         | -         | -      | -      | -      | -          | -              | -              | 1      | -      | 1      |
| Gesamt                      | 10    | 17 | 10      | 5       | 10           | 13       | 16       | 5    | 11   | 4    | 48             | 33             | 14                   | 13     | 34     | 27     | 13       | 12        | 18        | 13     | 7      | 7      | 12         | 5              | 5              | 235    | 127    | 362    |